# Orthrelm
Orthrelm är en noiserockduo från Washington DC, USA som bildades sommaren 2000 och består av gitarristen Mick Barr och trummisen Josh Blair. Orthrelm är mest känd för Barr och deras instrumentala kompositioner som sällan upprepar sig. Det har lett till att ett flertal lyssnare har trott att det är improvisation. Barr kommenterar i en intervju 
| ”           | I can understand it to an extent. that's been an interesting sort of by-product of all this. it seems like people who say that either aren't playing close attention, or don't really understand improvising... I don't ever take any offense to it at all. | „ |
| – Mick Barr | |   |

 Blair har också sagt 
| ”            | What do you think we are, the best improvisors ever? | „ |
| – Josh Blair |                                                      |   |

 Ett exempel på detta är deras skiva "Asristir Veildrioxe" från 2002 som innehåller 99 låtar på ca 12 minuter utan någon större repetition. En stor kontrast är deras kanske mest kända verk "OV", som är en 45 minuter lång komposition som utnyttjar repetition.

## Historia
Bakgrunden till Orthrelm börjar 1995 då Barr bodde i Connecticut och spelade i ett band som hette "Or Rathol Nok". Or Rathol Nok bestod av Barr på gitarr och sång, Jeff Caxide (som numera spelar is Isis) på bas och Danny på trummor. Barr sjöng med påhittade ord som han sedan använt sig av i större delen av sin karriär. De spelade in en demokassett med 5 låtar på cirka 7 minuter och spelade en konsert innan de splittrades.
Efter att Barr hade flyttat till Washington DC 1996 började han, under pseudonymen Mobo, en gitarr/trum-duo tillsammans med Malcolm McDuffie, under pseudonymen Floater, som hette "Crom-Tech", döpt efter ett college i en berättelse som Barr hade skrivit. Musikstilen var densamma som Or Rathol Nok, men utan bas. De spelade in fyra skivor mellan 1996 och 1998 och blev hyllade av Ian MacKaye[källa behövs] i radio innan de splittrades.
Sommaren 2000 skickade Barr en kassett med låtar han jobbat på och ville lägga åt sidan till Josh Blair. Blair svarade och spelade in trummor till låtarna och de grundade Orthrelm. År 2001 spelade Orthrelm in nästan allt de hittills har gjort, både material som Barr skrivit innan de träffades och nyskrivna kompositioner som de gjort tillsammans. Mycket av detta släpptes under 2001 och 2002 och utgör mer än hälften av deras katalog.
De turnerade flitigt och spelade tillsammans med band som The Locust, Pig Destroyer och Zombi under åren och spelade 2004 in sin skiva "OV" som de jobbat på under en längre tid. "OV" är en minimalistisk komposition som byggde mycket på repetition under långa tidsperioder och kan beskrivas som en långsam studie i musikstruktur. Skivan släpptes av Mike Patton på hans skivbolag Ipecac Recordings 2005 och är deras mest kända och hyllade verk både bland kritiker och fans. Den blev bland annat nominerad som "avant album of the year" på PLUG galan (Independent Music Awards).
Tidigt 2006 avbröts turnén på grund av att en av medlemmarna blivit sjuk. Sedan "OV" har Orthrelm inte varit särskilt aktiva men de säger att det fortfarande finns planer på att återuppliva bandet och skriva musik igen. Det står också på deras myspace att bandet är "still active though dormant for much of the time".

## Diskografi
| År   | Titel                                          | Format | Skivbolag                               | Övrigt                                                       |
| ---- | ---------------------------------------------- | ------ | --------------------------------------- | ------------------------------------------------------------ |
| 2001 | Orthrelm I                                     | CD-R   | Självproducerad                         | 20 kopior.                                                   |
| 2001 | Orthrelm II                                    | CD-R   | Självproducerad                         | 50 kopior.                                                   |
| 2001 | Iorxhscimtor                                   | CD/LP  | Tolotta Records                         |                                                              |
| 2002 | Asristir Veildrioxe                            | CD/LP  | Troubleman Unlimited                    | Ensidig vit vinyl med täckningar ristade på B-sidan.         |
| 2002 | Split med Touchdown                            | CD/LP  | Troubleman Unlimited                    |                                                              |
| 2002 | 2nd 18/O4 Norildivoth Crallos-Lomrixth Urthiln | CD/LP  | Three One G                             |                                                              |
| 2004 | utan titel                                     | 7"     | Forge Records                           | 500 kopior, finns även på gul vinyl.                         |
| 2005 | Split med Trencher                             | 5"     | Crucificados Pelo Sistema               | 1009 ex på blå vinyl. Är egentligen en Barr solo inspelning. |
| 2005 | OV                                             | CD LP  | Ipecac Recordings Epicene Sound Systems | 100 ex på grön vinyl, 400 på svart.                          |
| 2006 | Split med Behold... the Arctopus               | CD 7"  | Crucial Blast Records Eyes of Sound     | 500 på grön vinyl, 500 på röd                                |
| 2007 | O-3                                            | 5"     | Soft Targets Journal                    | 500 ex på rosa vinyl.                                        |